# Chillinit
Chillinit, pseudonimo di Blake James Turnell (Hurstville, 1º febbraio 1993), è un rapper australiano.

## Biografia
Women Weed & Wordplay, primo album in studio dell'artista, si è fermato al 18º posto delle ARIA Charts ed è stato certificato oro dalla Australian Recording Industry Association per le oltre 35 000 unità equivalenti. I dischi successivi The Octagon (2020), Full Circle (2020) e Family Ties (2021) si sono piazzati tutti e tre nella top five della graduatoria LP australiana; l'ultimo è stato candidato agli ARIA Music Awards per il riconoscimento alla miglior pubblicazione hip hop.

## Discografia

### Album in studio
- 2018 – Women Weed & Wordplay
- 2020 – The Octagon
- 2020 – Full Circle
- 2021 – Family Ties

### EP
- 2019 – 4 Days (con Huskii)

### Mixtape
- 2023 – 420DNA

### Singoli
- 2018 – Wild Fire (con Triple One e Mitchos Da Menace)
- 2019 – Overdrive
- 2019 – Freedom
- 2020 – On Hold
- 2021 – Henny & Reefer
- 2021 – Susan's Son
- 2021 – Bad Santa
- 2021 – Cashed Out Stoner (feat. Izzie Gibbs)
- 2022 – Big Swish
- 2023 – Pac Energy
- 2023 – Boys Light Up
- 2023 – Walk & Drive (con Nerve)
- 2024 – Round & Round (con Indigomerkaba)

### Collaborazioni
- 2022 – Rumours (Wombat feat. Chillinit)